# Bastet
Pour les articles homonymes, voir Bast et Nehmès Bastet.
Bastet (de l'égyptien Bast) est la déesse égyptienne de la joie du foyer, de la chaleur du Soleil, de la maternité et aussi la déesse protectrice des femmes enceintes et des enfants. Cependant, elle prend l'aspect d'une lionne guerrière inspirée des déesses dangereuses et elle est associée à l'instrument de vengeance du Dieu du Soleil. Bastet  est à la fois douce et sauvage. C'est une déesse aux traits félins dont le centre religieux se trouvait dans la ville de Bubastis (Égypte). 
Elle est plus précisément associée, sous sa forme bienveillante, à la figure du chat, animal sacré ou même animal-totem au sens large, intercesseur du divin et objet de zoolâtrie en Égypte antique, dont témoignent les nombreuses reliques de chats momifiés retrouvées par les archéologues.

## Étymologie
Le nom que lui donnaient les Égyptiens était vraisemblablement Bast. La confusion vient du fait qu’un hiéroglyphe était souvent ajouté après le mot pour préciser la prononciation du son final. Les premiers égyptologues ne l’avaient pas interprété en tant que tel, conduisant à la translittération en Bastet. Dans la mythologie grecque, elle était connue sous le nom d'Αἴλουρος (Aílouros, Aelurus), qui est le terme signifiant « chat » en grec ancien.

## Culte
Bastet est l’une des déesses les plus discrètes du panthéon égyptien, et n’est jamais représentée, sinon dans son temple à Bubastis, qui, selon Hérodote, aurait été, à son époque, le plus beau temple du pays, avec le plus de fidèles. On peut encore visiter les restes du temple qui lui était dédié à Tell Basta (Bubastis en grec, et Per Bast en égyptien, « La maison de Bastet »).
D’abord divinité locale de la ville de Bubastis, le culte de Bastet se propage progressivement à tout le pays. Vénérée dès la VIe dynastie, sous le règne de Pépi II, on l’imagine comme le pendant d’Hathor de Dendérah.
Un culte de Bastet s’installe à la Basse Époque à Saqqarah non loin du complexe funéraire de Téti, dont la ferveur est attestée par les innombrables ex-voto dédiés à la déesse chatte retrouvés sur place, ainsi qu’aux nécropoles d’animaux toutes proches qui abritent encore des milliers de momies félines témoignages des dévots antiques.

### Fête de Bubastis
Les fêtes annuelles de la ville de Bubastis, en l'honneur de la déesse Bastet, étaient des événements très attendus en Égypte. Hérodote en fait une description haute en couleur que l’on tint longtemps pour une invention de l’historien, jusqu’à ce que des archéologues modernes découvrent des preuves de l’existence de ces fêtes mémorables.
Vers la Basse Époque, la fête de Bastet était l’une des plus populaires du calendrier égyptien. En cette occasion, la cité de Boubastis (à quatre-vingts kilomètres au nord-est du Caire) ne pouvait être rejointe que par les voies fluviales.
Hérodote raconte :

« Ils arrivent en bateau, hommes et femmes ensemble, en grand nombre sur chaque embarcation ; en chemin, des femmes font de la musique avec des claquettes, et certains hommes jouent de la flûte, tandis que les autres chantent et frappent dans leurs mains. Lorsqu’ils rencontrent une cité le long du fleuve, ils tirent l’embarcation à terre, et certaines femmes continuent leur jeu, comme je l’ai dit plus haut, tandis que d’autres lancent des moqueries aux femmes du lieu et entament des danses en agitant leurs robes en tous sens. À leur arrivée, ils célèbrent la fête par des sacrifices et l’on consomme à cette occasion plus de vin que durant le reste de l’année. »

Hérodote parle d’au moins 700 000 personnes « hormis les enfants » se pressant pour honorer l’occupante du temple de granit rouge, la déesse Bastet.

Hérodote encore : 
« Les chats trépassés sont apportés à Bubastis où ils sont embaumés et enterrés dans des urnes sacrées. »
Des milliers de ces créatures furent enterrées dans des galeries souterraines de la ville et des environs, afin qu’ils puissent porter le message de leur maître jusqu’au royaume des dieux. L’importance de la fête de Bastet ainsi décrite parut absolument invraisemblable aux égyptologues de la fin du XIXe siècle, mais, en 1887, un archéologue, Henri Édouard Naville, met au jour le site et démontre qu’Hérodote n’avait pas menti. Il fouille les sites du temple principal de Boubastis, les catacombes aux momies de chats et un certain nombre de chapelles pharaoniques, prouvant que cet évènement religieux considérable attirait toutes les couches de la société égyptienne.
Bastet est assimilée à la déesse grecque Artémis.

## Symbolique

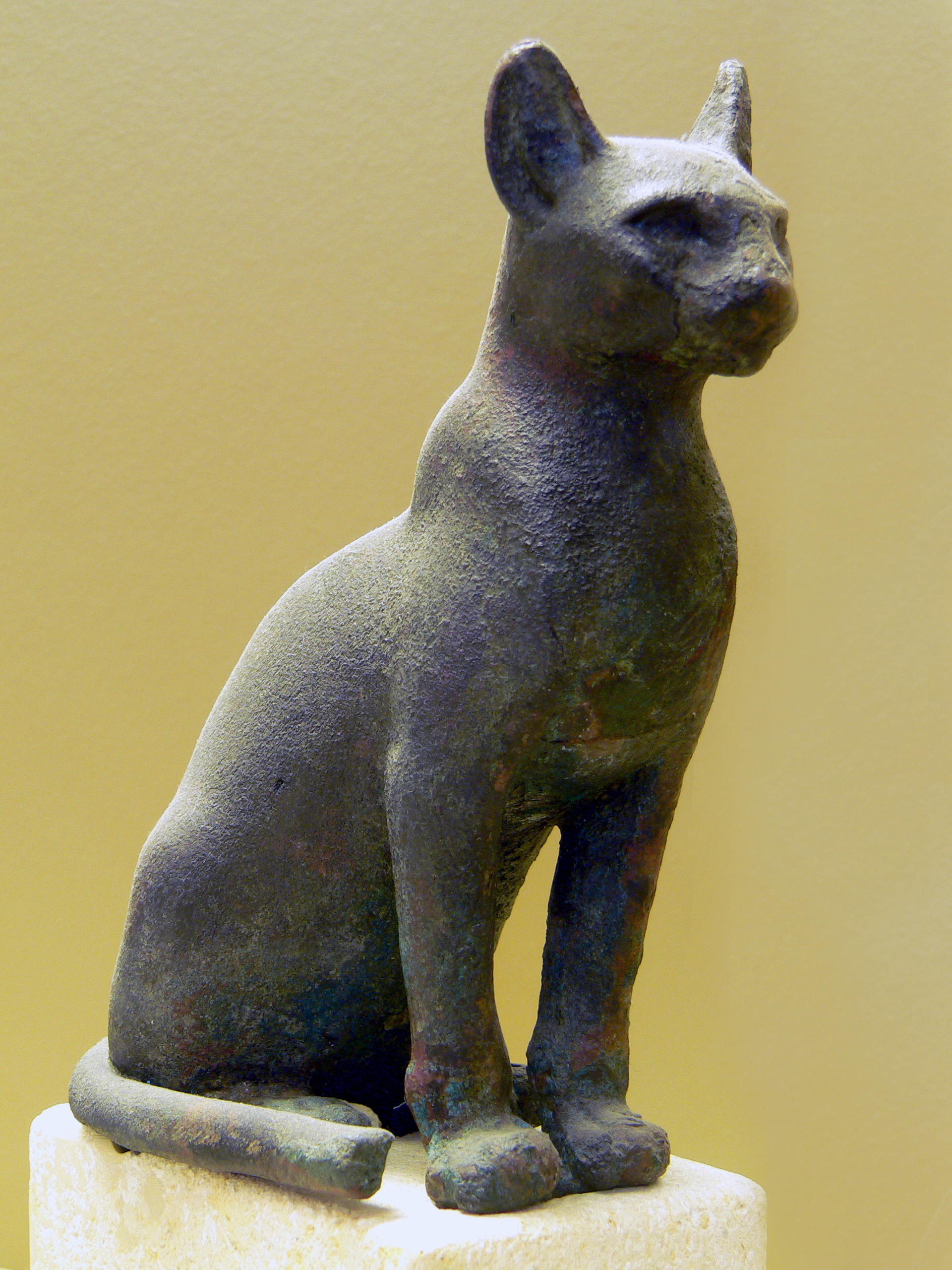
Bastet (muséum Senckenberg).

Fille du dieu soleil Rê, Bastet est cependant parfois considérée comme la fille d’Amon. Elle est une déesse à double visage : sous sa forme de chatte ou de déesse à tête de chat, elle est la déesse bienveillante protectrice de l’humanité, également déesse musicienne de la joie et déesse de l’accouchement. On la représente ainsi parfois souriante. Elle est également réputée pour ses terribles colères. En revanche, sous les traits d’une déesse à tête de lionne, elle s’identifie alors à Sekhmet, la redoutable déesse de la guerre.
La séduisante déesse à tête de chat, sacrée, protectrice des femmes et des enfants, détient le pouvoir magique qui stimule l’amour et l’« énergie charnelle ». Un atout qui lui valait un culte tout particulier de la part des Égyptiens.
Bastet est une déesse aux caractères antagonistes, douce et cruelle, elle est aussi attirante que dangereuse. Bastet est aussi le symbole de la féminité, la protectrice du foyer et la déesse de la maternité. Mais toujours en elle, sommeille le félin, et c’est ainsi que Bastet lutte contre le serpent Apophis chargé de contrecarrer la course de l’astre solaire. Elle porte souvent un sistre dans sa main.
Selon certaines traditions, Bastet serait l’épouse d’Atoum et elle aurait enfanté le lion Miysis (Mihos en grec). D’après une tombe de la vallée des Reines où elle porte des couteaux pour protéger le fils du roi, elle aurait aussi enfanté et allaité Pharaon dont elle serait la déesse protectrice.

### Attributs
Les attributs qui lui sont associés sont la couronne-Atef, la couronne-Hedjet, le disque solaire, l’égide, le panier, le sistre et l’uræus.

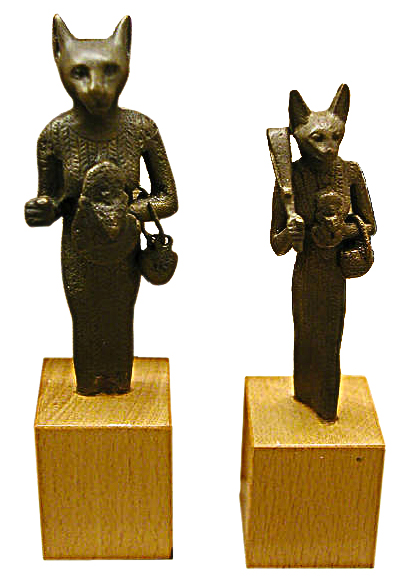
Statuettes de Bastet en bronze.
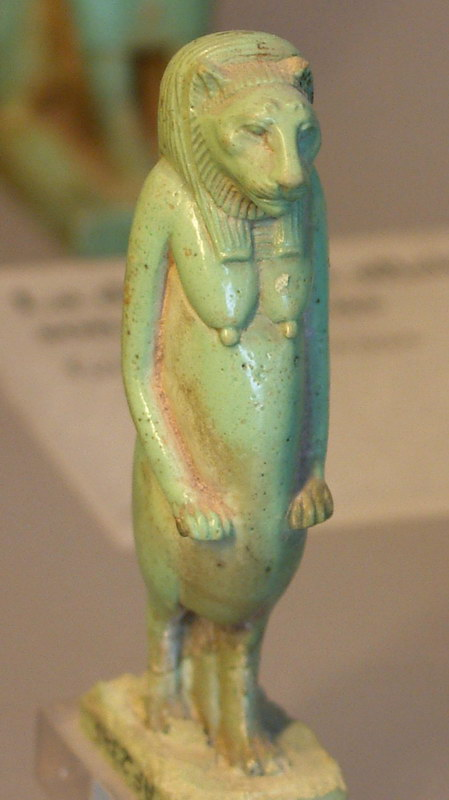
Statuette au musée du Louvre.
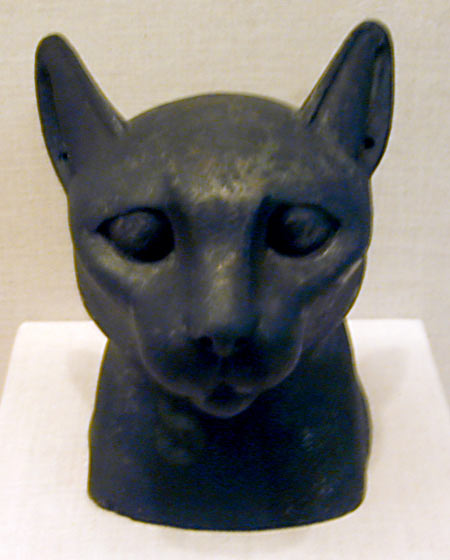
Tête de Bastet à l'Oriental Institute Museum de l'université de Chicago.
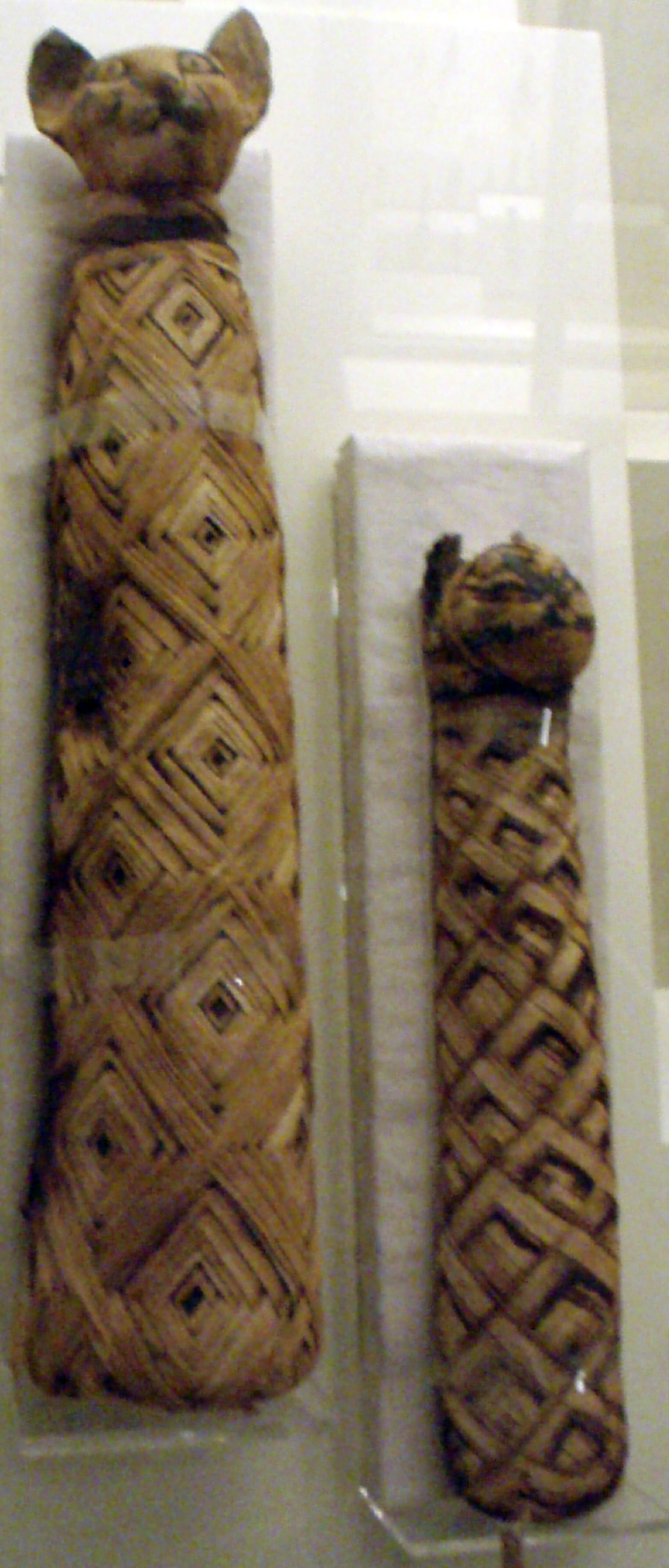
Statuettes au Musée royal de l'Ontario.

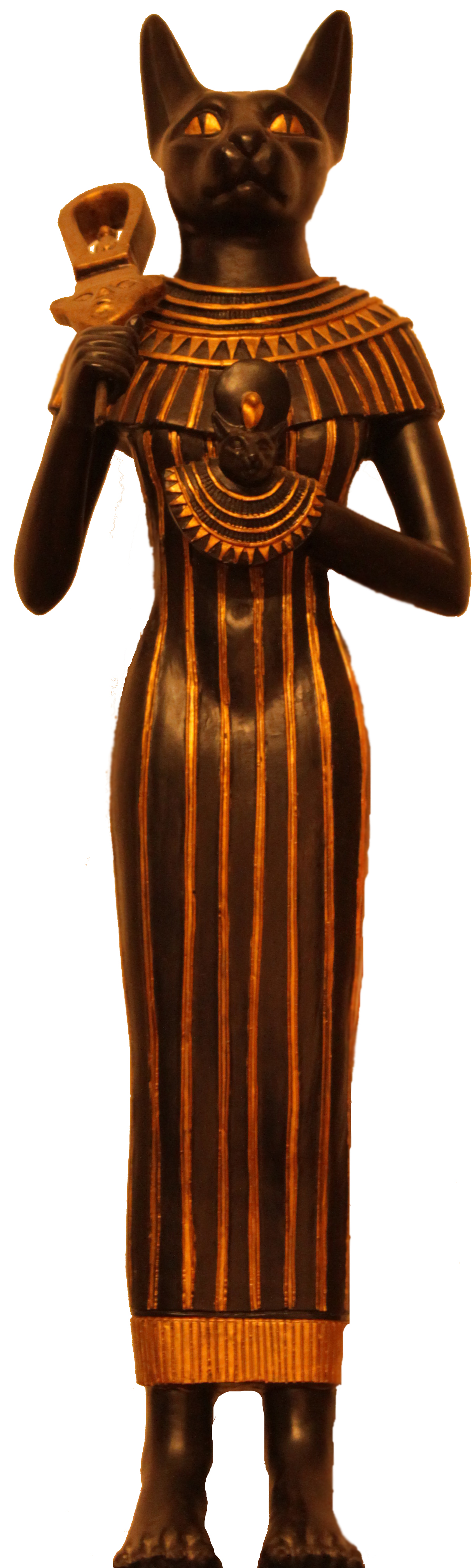
Statuette moderne.
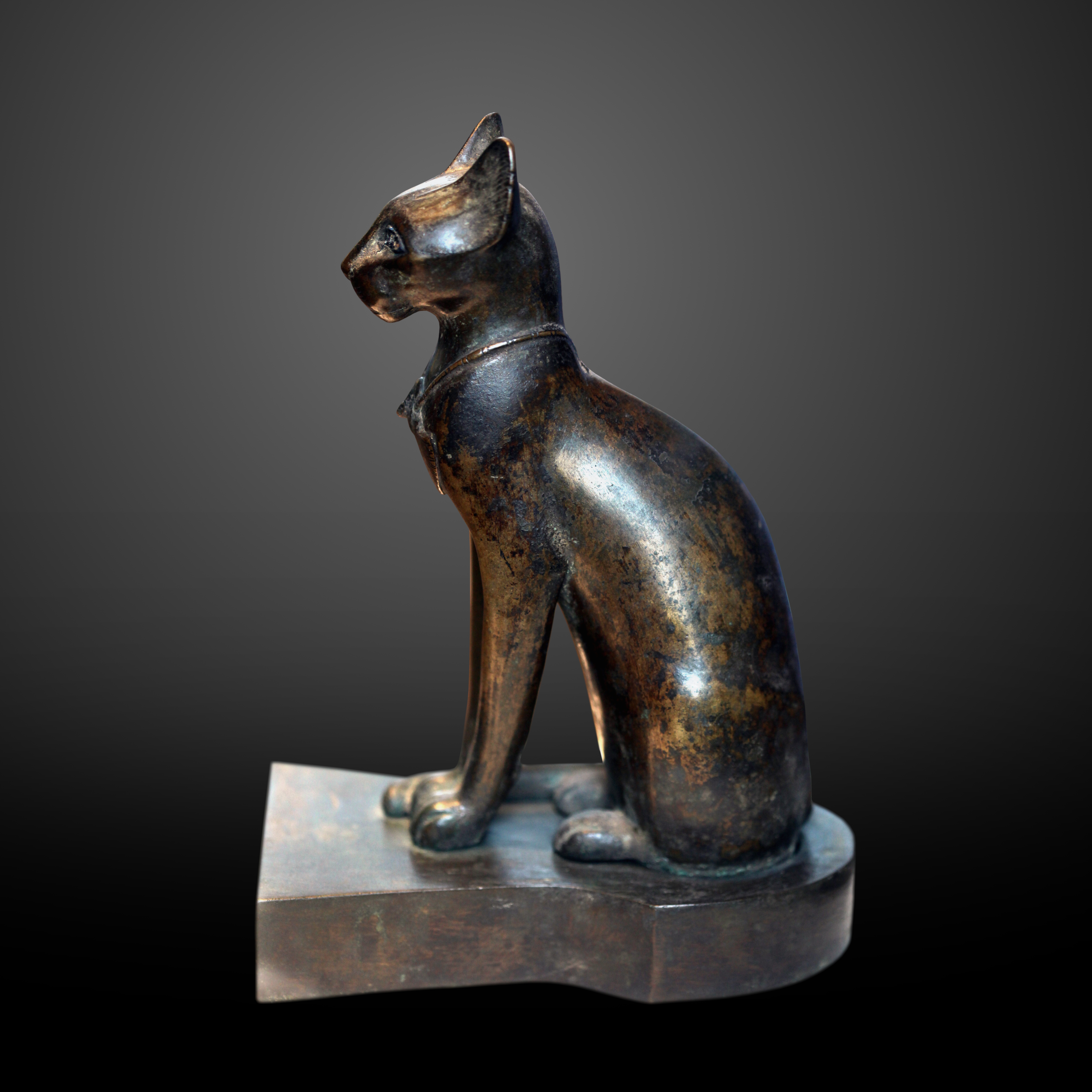
La déesse chatte Bastet, bronze (musée du Louvre).
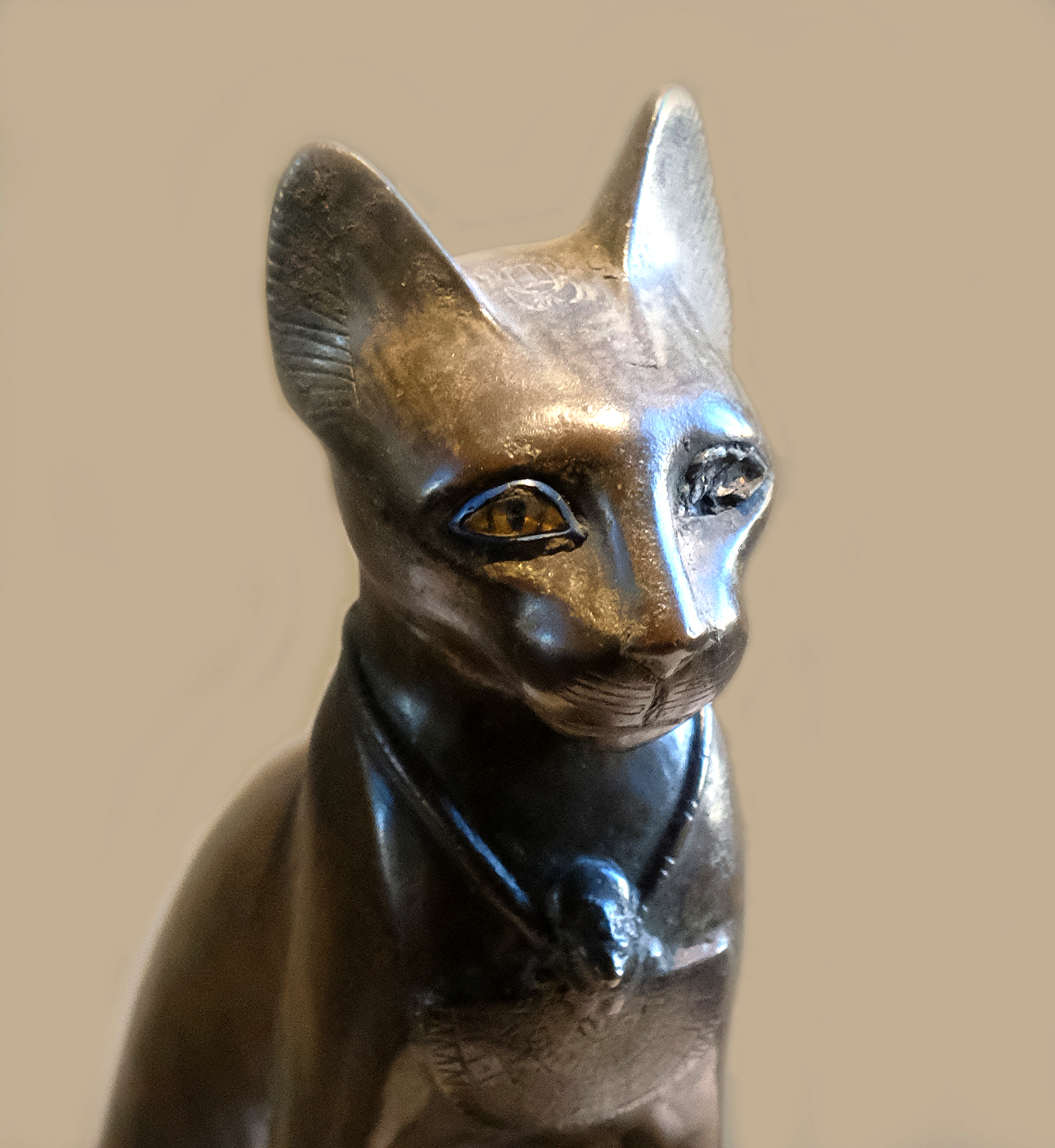
Détail.